# NGC 2024
NGC 2024 је емисиона маглина у сазвежђу  Орион која се налази на NGC листи објеката дубоког неба.
Деклинација објекта је - 1° 51' 24" а ректасцензија 5h 41m 42,0s. Привидна величина (магнитуда) објекта NGC 2024 износи 11,6. NGC 2024 је још познат и под ознакама CED 55P, Flame nebula.